# Phreatodytes archaeicus
Phreatodytes archaeicus är en skalbaggsart som beskrevs av Uéno 1996. Phreatodytes archaeicus ingår i släktet Phreatodytes och familjen grävdykare. Inga underarter finns listade i Catalogue of Life.